# Martin Torp
Sverre Martin Torp (Helgeroa, 3 marzo 1992) è un calciatore norvegese, centrocampista dell'Eik-Tønsberg.

## Carriera

### Club
Torp ha iniziato la carriera professionistica con la maglia del Sandefjord, debuttando il 13 maggio 2010 in un match valido per l'edizione stagionale del Norgesmesterskapet: è stato infatti titolare nel successo per 0-1 in casa dell'Hasle-Løren. Il 10 luglio dello stesso anno, ha esordito nell'Eliteserien: sostituì Martin Jensen nella sconfitta casalinga per 1-2 contro lo Start. A fine stagione, il Sandefjord è retrocesso nella 1. divisjon.
Il 23 ottobre 2011 ha realizzato la prima rete in squadra, nella vittoria per 1-4 in casa dell'HamKam. Nel campionato 2012, il suo Sandefjord ha raggiunto le qualificazioni all'Eliteserien, mancando però la promozione.
Il 4 maggio 2014, durante la sfida contro il Bærum, ha subito la rottura del tendine d'Achille, chiudendo la stagione anzitempo. Durante la sua convalescenza, il Sandefjord ha conquistato la promozione in Eliteserien, vincendo il campionato. Il 28 novembre 2014 ha rinnovato il contratto che lo legava al club per altre tre stagioni.
Il 27 luglio 2016, l'Ullensaker/Kisa ha reso noto d'aver ingaggiato Torp con la formula del prestito sino al termine della stagione. Il 20 dicembre successivo, la squadra ha ingaggiato Torp a titolo definitivo, con il giocatore che si è legato all'Ullensaker/Kisa con un contratto biennale.
Il 13 gennaio 2022 è stato ufficializzato il suo passaggio all'Arendal.

### Nazionale
Torp ha giocato una partita per la Norvegia under 18.

## Statistiche

### Presenze e reti nei club
Statistiche aggiornate al 7 aprile 2024.
| Stagione               | Club                   | Campionato             | Campionato | Campionato | Coppe nazionali | Coppe nazionali | Coppe nazionali | Coppe continentali | Coppe continentali | Coppe continentali | Supercoppe | Supercoppe | Supercoppe | Totale | Totale |
| Stagione               | Club                   | Comp                   | Pres       | Reti       | Comp            | Pres            | Reti            | Comp               | Pres               | Reti               | Comp       | Pres       | Reti       | Pres   | Reti   |
| ---------------------- | ---------------------- | ---------------------- | ---------- | ---------- | --------------- | --------------- | --------------- | ------------------ | ------------------ | ------------------ | ---------- | ---------- | ---------- | ------ | ------ |
| 2010                   | Sandefjord             | ES                     | 13         | 0          | CN              | 3               | 0               | -                  | -                  | -                  | -          | -          | -          | 16     | 0      |
| 2011                   | Sandefjord             | 1D                     | 10         | 2          | CN              | 0               | 0               | -                  | -                  | -                  | -          | -          | -          | 10     | 2      |
| 2012                   | Sandefjord             | 1D                     | 28+1       | 3+0        | CN              | 5               | 0               | -                  | -                  | -                  | -          | -          | -          | 34     | 3      |
| 2013                   | Sandefjord             | 1D                     | 19         | 6          | CN              | 2               | 1               | -                  | -                  | -                  | -          | -          | -          | 21     | 7      |
| 2014                   | Sandefjord             | 1D                     | 6          | 1          | CN              | 0               | 0               | -                  | -                  | -                  | -          | -          | -          | 6      | 1      |
| 2015                   | Sandefjord             | ES                     | 9          | 0          | CN              | 3               | 0               | -                  | -                  | -                  | -          | -          | -          | 12     | 0      |
| gen.-lug. 2016         | Sandefjord             | 1D                     | 2          | 0          | CN              | 0               | 0               | -                  | -                  | -                  | -          | -          | -          | 2      | 0      |
| Totale Sandefjord      | Totale Sandefjord      | Totale Sandefjord      | 87+1       | 12+0       |                 | 13              | 1               |                    | -                  | -                  |            | -          | -          | 101    | 13     |
| lug.-dic. 2016         | Ullensaker/Kisa        | 1D                     | 13         | 2          | CN              | -               | -               | -                  | -                  | -                  | -          | -          | -          | 13     | 2      |
| 2017                   | Ullensaker/Kisa        | 1D                     | 19+1       | 1+0        | CN              | 0               | 0               | -                  | -                  | -                  | -          | -          | -          | 20     | 1      |
| 2018                   | Ullensaker/Kisa        | 1D                     | 30+1       | 2+0        | CN              | 2               | 0               | -                  | -                  | -                  | -          | -          | -          | 33     | 2      |
| 2019                   | Ullensaker/Kisa        | 1D                     | 29         | 4          | CN              | 2               | 1               | -                  | -                  | -                  | -          | -          | -          | 31     | 5      |
| 2020                   | Ullensaker/Kisa        | 1D                     | 23         | 3          | -               | -               | -               | -                  | -                  | -                  | -          | -          | -          | 23     | 3      |
| 2021                   | Ullensaker/Kisa        | 1D                     | 12         | 0          | CN              | 0               | 0               | -                  | -                  | -                  | -          | -          | -          | 12     | 0      |
| Totale Ullensaker/Kisa | Totale Ullensaker/Kisa | Totale Ullensaker/Kisa | 126+2      | 12+0       |                 | 4               | 1               |                    | -                  | -                  |            | -          | -          | 132    | 13     |
| 2022                   | Arendal                | 2D                     | 25+4       | 1+0        | CN              | 2               | 0               | -                  | -                  | -                  | -          | -          | -          | 31     | 1      |
| 2023                   | Arendal                | 2D                     | 19         | 2          | CN              | 2               | 0               | -                  | -                  | -                  | -          | -          | -          | 21     | 2      |
| Totale Arendal         | Totale Arendal         | Totale Arendal         | 44+4       | 3+0        |                 | 4               | 0               |                    | -                  | -                  |            | -          | -          | 52     | 3      |
| 2024                   | Eik-Tønsberg           | 2D                     | 0          | 0          | CN              | 0               | 0               | -                  | -                  | -                  | -          | -          | -          | 0      | 0      |
| Totale                 | Totale                 | Totale                 | 257+7      | 27+0       |                 | 21              | 2               |                    | -                  | -                  |            | -          | -          | 285    | 29     |